# Zhou Fang

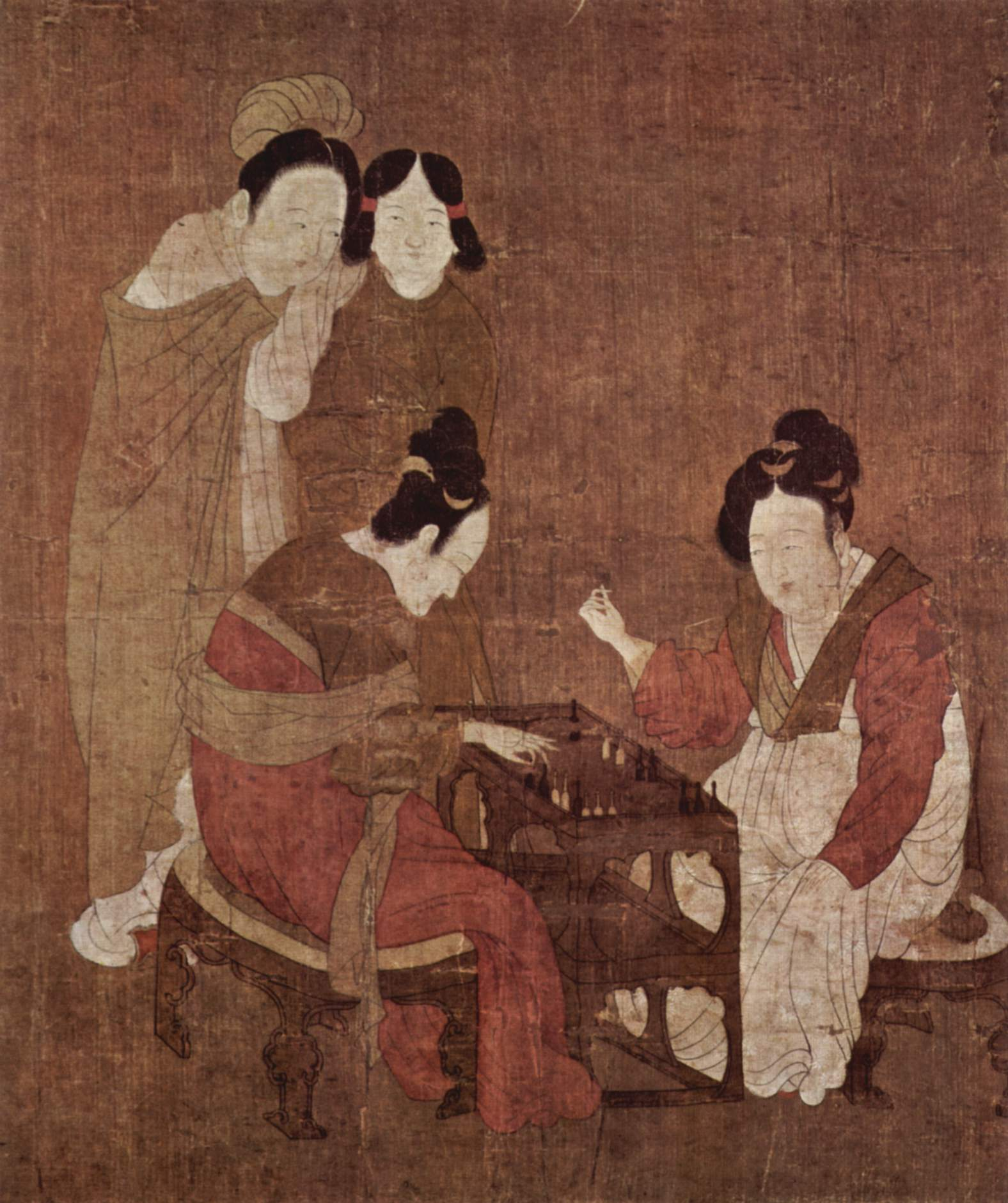
Kobiety grające w szachy. Freer and Sackler Galleries

Zhou Fang (chiń. 周昉; pinyin Zhōu Fǎng; Wade-Giles Chou Fang) – chiński malarz z epoki Tang, żyjący w VIII wieku. Urodził się i tworzył w ówczesnej stolicy państwa, Chang’anie.
Tworzył głównie obrazy przedstawiające sceny z życia dworu, a także o tematyce buddyjskiej i taoistycznej. W swoich pracach dążył do możliwie realistycznego oddania rzeczywistości. Jego ulubionym tematem były pulchne damy dworu w ozdobnych strojach i z eleganckimi fryzurami.
Z zachowanych obrazów Zhou Fanga do najsłynniejszych należą Kobiety z kwiatami i Kobiety grające w szachy.